# Mellisuga
Mellisuga es un género de aves apodiformes de la familia Trochilidae —los colibríes— que agrupa a apenas dos especies nativas de las Antillas, donde se distribuyen en Cuba, Jamaica y La Española. Son las aves más pequeñas del mundo. A sus miembros se les conoce por el nombre común de colibríes.

## Características
Los dos colibríes de este género miden entre 5 y 6 cm de longitud, lo que los caracteriza como las menores aves del mundo. El pico es recto y de color negro mate. Las partes superiores de las hembras y de M. minima son verdes y las partes inferiores blanquecinas, mientras el macho de M. helenae tiene la cabeza y garganta de color rojo fuego, y gorguera iridiscente con penachos laterales alargados; resto de las partes superiores azuladas.

## Taxonomía
El género Mellisuga fue propuesto por el naturalista francés Mathurin Jacques Brisson en  1760; la especie tipo designada fue Trochilus minimus, actual Mellisuga minima.

### Etimología
El nombre genérico femenino «Mellisuga» se compone de las palabras del latín «mel, melis» que significa ‘miel’, y «sugere» que significa ‘chupar’.

## Lista de especies
Según las clasificaciones del Congreso Ornitológico Internacional (IOC) y Clements Checklist/eBird, el género agrupa a las siguientes especies con el respectivo nombre popular de acuerdo con la Sociedad Española de Ornitología (SEO):
| Imagen | Nombre científico | Autor            | Nombre común         | Estado de conservación | Distribución |
| ------ | ----------------- | ---------------- | -------------------- | ---------------------- | ------------ |
|        | Mellisuga minima  | (Linnaeus, 1758) | colibrí zumbadorcito | LC                     |              |
|        | Mellisuga helenae | (Lembeye, 1850)  | colibrí zunzuncito   | NT                     |              |